# ليام واتسون (لاعب قذف)
ليام واتسون (بالإنجليزية: Liam Watson)‏ هو لاعب قذف بريطاني، ولد في 1983 في Loughguile ‏ في المملكة المتحدة.